# Jwibul nori

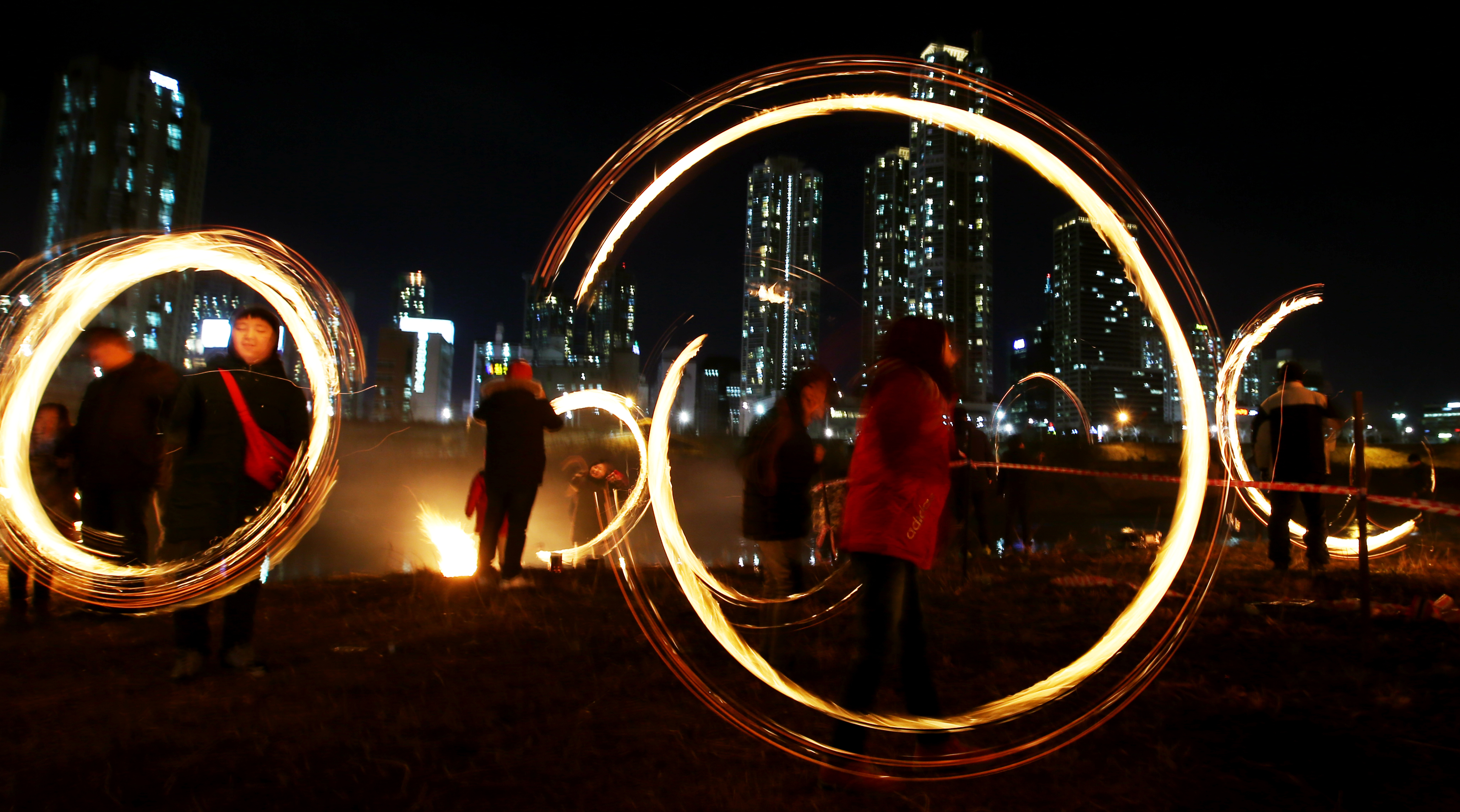
La vigilia del jeongwol daeboreum, il giorno della grande luna piena.

Il Jwibul nori (쥐불놀이?, letteralmente "gioco del topo in fiamme") è un gioco coreano legato alla tradizione di dare fuoco alle estremità delle risaie e dei campi di coltura asciutti. Questo gioco viene anche chiamato seohwahui (서화희?, 鼠火戱?) o hunseohwa (훈서화?, 燻鼠火?) che vogliono dire "baldoria del topo in fiamme".
Lo scopo di incendiare i contorni dei campi è quello di bruciare le erbacce e quindi ridurre il danno provocato dagli insetti al raccolto. Dopo aver bruciato una pila di rami di pino conosciuta come daljip taeugi (달집태우기?, letteralmente "bruciare la casa del topo") nel giorno della grande luna piena (il quindicesimo giorno del primo mese lunare) le persone si recano nei campi e danno fuoco alle estremità di questi con delle torce. Questa tradizione di solito si inizia a celebrarla già dalla sera prima del giorno della grande luna piena, quindi il quattordicesimo giorno del primo mese lunare, oppure durante il primo giorno dell'anno del topo (상자일?, 上子日?.
Questa pratica promuove una crescita salutare del raccolto, messa in pericolo dai buchi creati dai topi, nidi per cavallette e altri insetti pericolosi che si nascondono nell'erba, bruciando le loro uova. In più, la cenere provocata dall'incendio viene usata come fertilizzante per le piante. Questi fuochi quindi, proteggono i campi e permettono una crescita rigogliosa di erba non infestata attorno ad essi. Un altro vantaggio importante di questa pratica è che costringe i topi di campagna, portatori di malattie, a fuggire.
Il Jwibul nori è un gioco competitivo in cui gli abitanti del villaggio si dividono in due squadre e l'una prova ad appiccare un fuoco più grande e vigoroso dell'altra. In passato questo gioco svolgeva anche un ruolo di divinazione indiretta, in quanto era credenza comune che i componenti della squadra vincitrice sarebbero stati in grado di evitare la sfortuna dell'anno che sarebbe venuto e quindi godere di un raccolto più fruttuoso. In più, oltre ai vantaggi pratici dei fuochi nei campi, come il disfarsi di topi di campagna, suini selvatici e prevenire danni causati da insetti, serviva anche per esprimere il desiderio della comunità agricola di avere un buon raccolto e aumentare la propria ricchezza.